# Železniční spodek

Schéma železničního spodku v náspu a v zářezu

Železniční spodek je součást železniční nebo jiné kolejové trati. Jeho úkolem je nesení železničního svršku. Základní složkou železničního spodku je zemní těleso, obvykle doplněné konstrukční vrstvou ze štěrkopísku. Pro zvýšení stability může být do náspu nebo mezi zemní těleso a konstrukční vrstvu přidána geotextilie nebo jiný geosyntetický materiál. Konstrukční vrstva může být zpevněna cementovou nebo vápennou stabilizací. Do železničního spodku patří násep, zářez, ale i propustky, opěrná zeď a zárubní zdi a odvodnění, ale také mosty, tunely a galerie. Hranicí mezi železničním spodkem a železničním svrškem je pláň tělesa železničního spodku.
Obdobná stavební část u jiných druhů kolejových drah (tramvajová, pozemní lanová) se nazývá buď také železniční spodek, nebo kolejový spodek či traťový spodek.

## Zemní pláň
Je horní plocha styku zemního tělesa s konstrukcí dráhy. Jelikož je součástí vícevrstvého systému, který nese dráhu, je nutné ji ochránit před účinky mrazu. Toho se docílí dostatečnou tloušťkou konstrukční vrstvy železničního spodku, případně použitím jiných izolačních materiálů.

### Sklony zemní pláně
Zemní pláň musí reflektovat potřeby odvodnění a proto jsou předepsány minimální sklony a zásady úprav zemní pláně. V České republice tyto náležitosti předepisuje předpis SŽDC S4. Pokud je zemní pláň tvořena nesoudržným, propustným a nenamrzavým materiálem může být vodorovná nebo pod sklonem 5 %. Pokud je tvořena zeminou soudržnou je vždy příčný sklon 5 %. V odůvodněných případech, může být sklon 4 %.
V případě zvětrávajících hornin chráněných asfaltovým betonem je postačující sklon 3 %. Zároveň je nutné zabránit promísení materiálů konstrukce železničního spodku a zemní pláně. Proto musí být splněno takzvané filtrační kritérium. Které je dáno následujícími vztahy:
{\displaystyle {\frac {dk_{15}}{dz_{15}}}\geq 5}
{\displaystyle {\frac {dk_{50}}{dz_{50}}}\geq 25}
{\displaystyle {\frac {dk_{15}}{dz_{85}}}\geq 5}
V těchto vztazích dk označuje průměr zrna materiálu konstrukce a dz průměr zrna materiálu zemní pláně. Průměr zrna odpovídá procentnímu propadu podle dolního indexu. Pokud nejsou splněna filtrační kritéria, je nutné použít jiný způsob filtrace, například filtrační geotextilii.